# Panorpa apiconebulosa
Panorpa apiconebulosa är en näbbsländeart som beskrevs av Syuti Issiki 1929. Panorpa apiconebulosa ingår i släktet Panorpa och familjen skorpionsländor. Inga underarter finns listade i Catalogue of Life.